# Kimboraga
Kimboraga é um género de gastrópode  da família Camaenidae.
Este género contém as seguintes espécies:
- Kimboraga cascadensis Köhler, 2011
- Kimboraga exanima Solem, 1985
- Kimboraga glabra Köhler, 2011
- Kimboraga koolanensis (Iredale, 1939)
- Kimboraga mccorryi Solem, 1985
- Kimboraga micromphala (Gude, 1907)
- Kimboraga wulalam Köhler, 2011
- Kimboraga yammerana Solem, 1985
- Kimboraga yampiensis Solem, 1985